# Goun-dong
Goun-dong (koreanska: 고운동) är en stadsdel i staden Sejong, Sydkorea. Den ligger 115 km söder om huvudstaden Seoul.